# Dowth
Dowth és un dels tres complexos que formen Brú na Bóinne a les ribes del riu Boyne, al comtat de Meath, Irlanda. És datat del 2500 - 2000 aC.

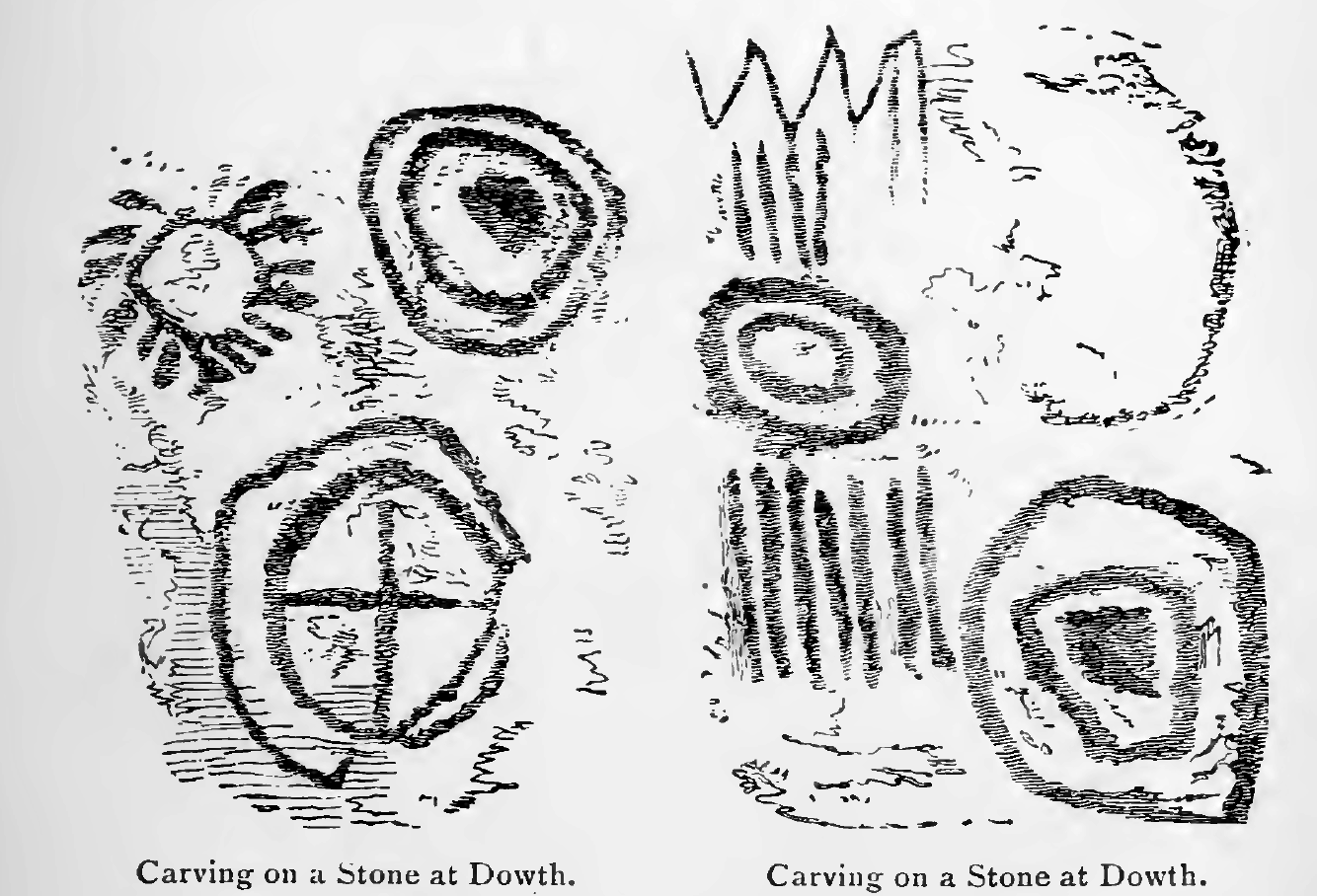
Esbossos dels gravats de les pedres de Dowth

El túmul més gran és d'una gran mida, similar al de Newgrange. És d'uns 85 metres (280 peus) de diàmetre i 15 metres (50 peus) d'alt, i està envoltat de voreres de grans pedres, algunes de les quals estan decorades.
El jaciment es troba en mal estat de conservació, la qual cosa fa que, a data del 2007, estigui tancat al públic.